# Le Minihic-sur-Rance
Le Minihic-sur-Rance (en bretó Minic'hi-Poudour) és un municipi francès, situat a la regió de Bretanya, al departament d'Ille i Vilaine. L'any 2006 tenia 1.298 habitants.

## Demografia
| 1962                                       | 1968 | 1975 | 1982 | 1990  | 1999  |
| ------------------------------------------ | ---- | ---- | ---- | ----- | ----- |
| 695                                        | 721  | 791  | 978  | 1.148 | 1.267 |
| Des de 1962: població sense dobles comptes |      |      |      |       |       |

## Administració
| Període   | Identitat         | Partit |
| --------- | ----------------- | ------ |
| 2005-2008 | Armel Thoreux     |        |
| 2008-     | Sylvie Barthélémy |        |

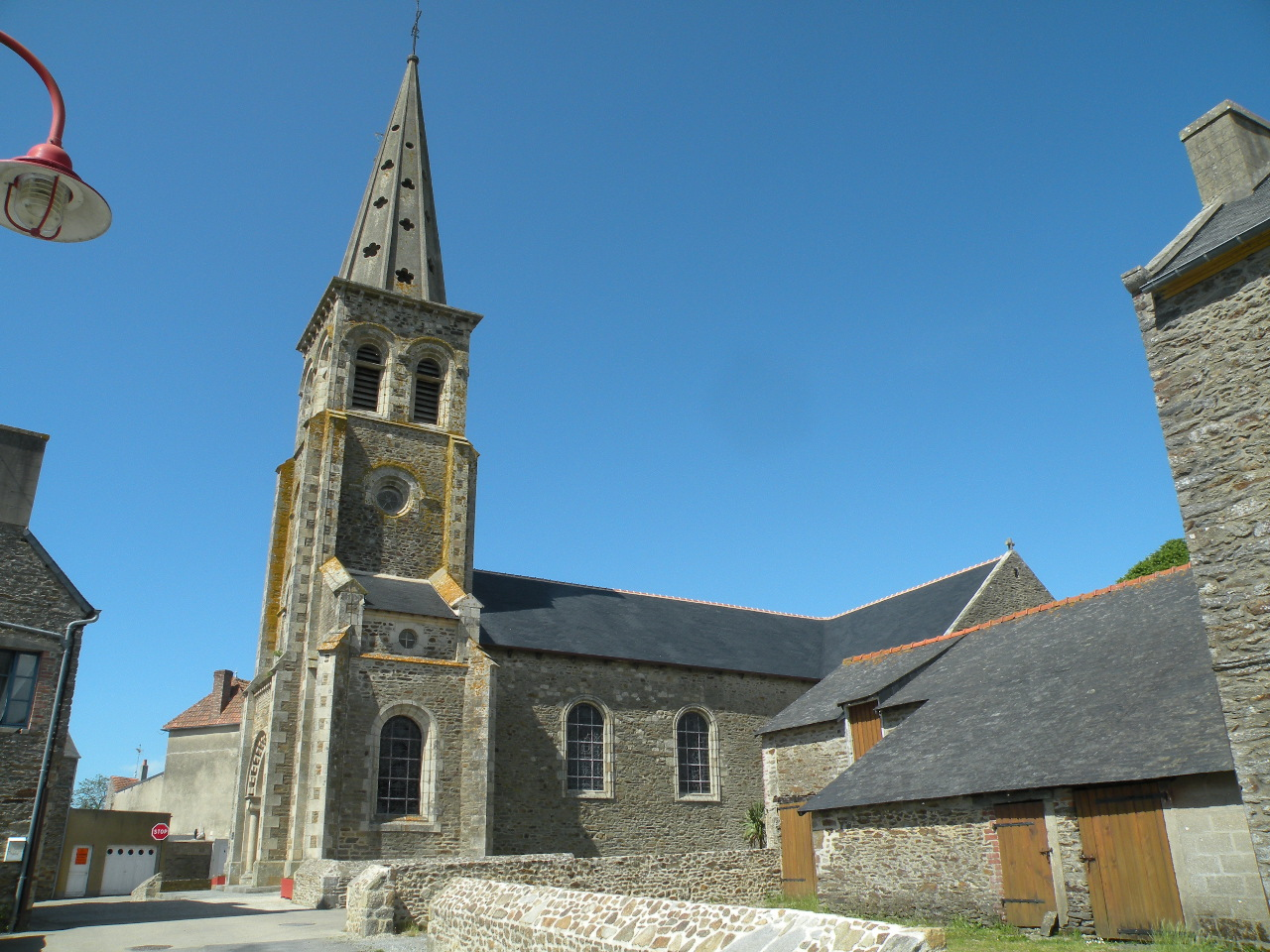
Kirche Saint-Malo
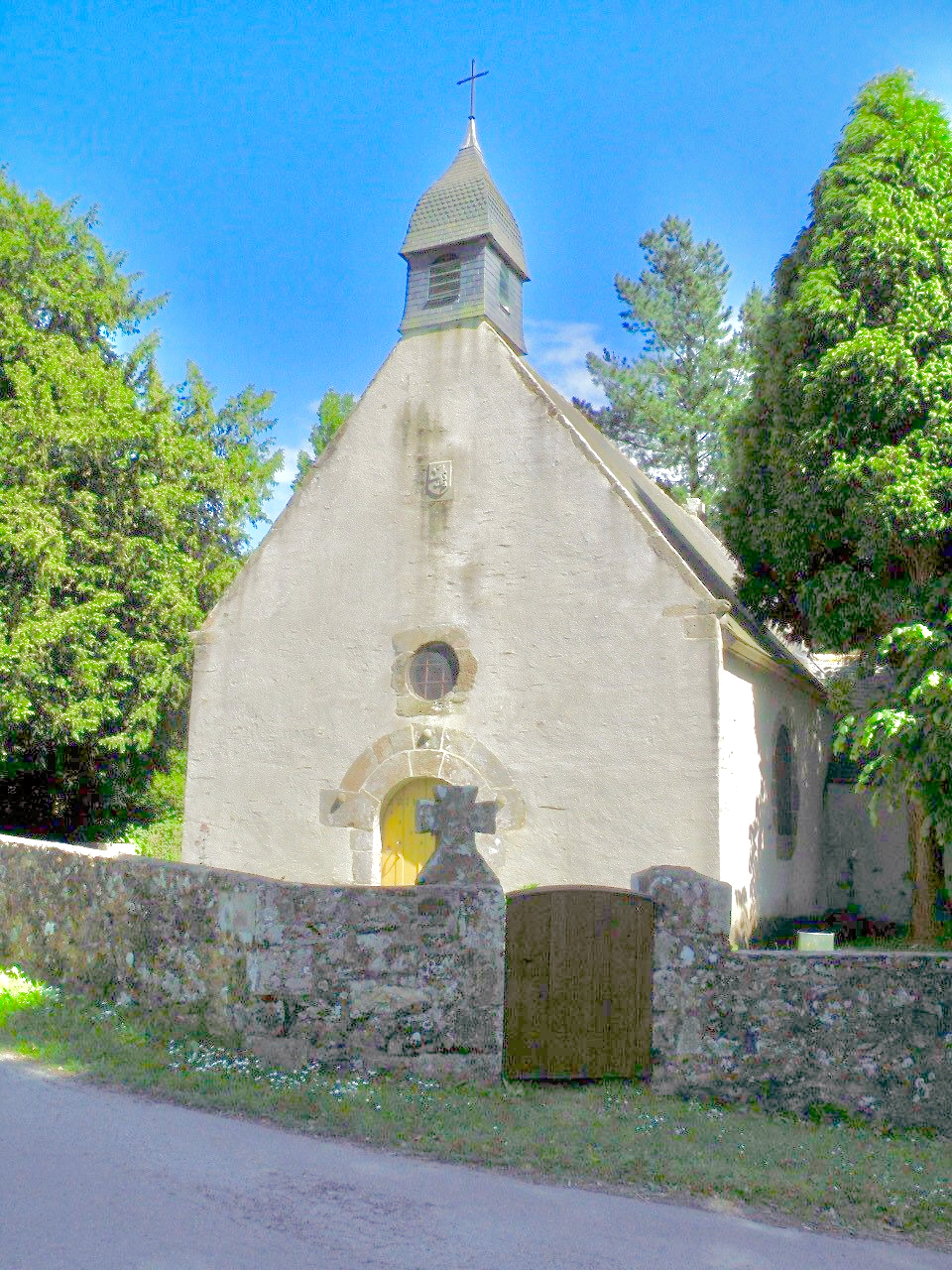
Kapelle Sainte-Anne
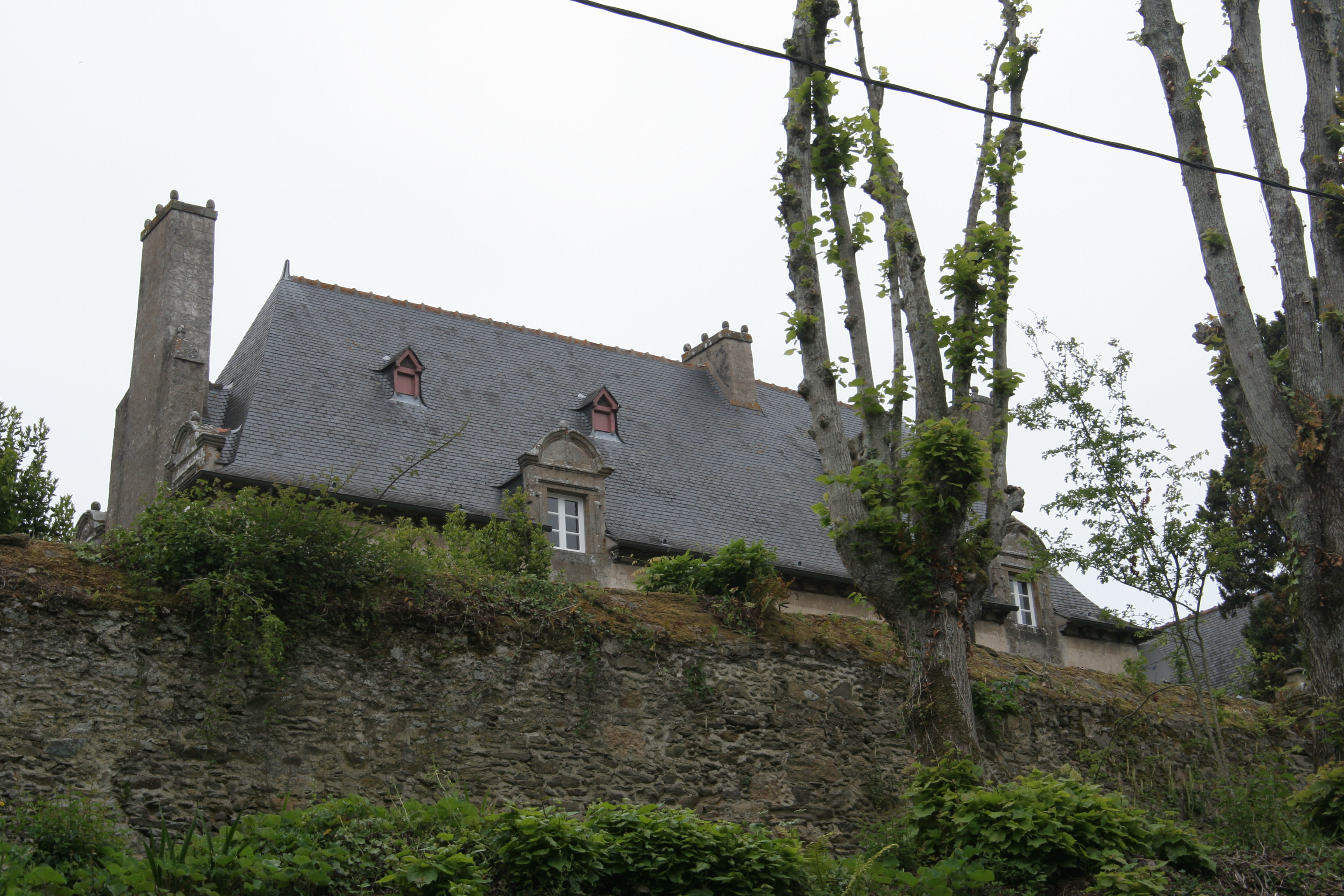
Herrenhaus Le Houx
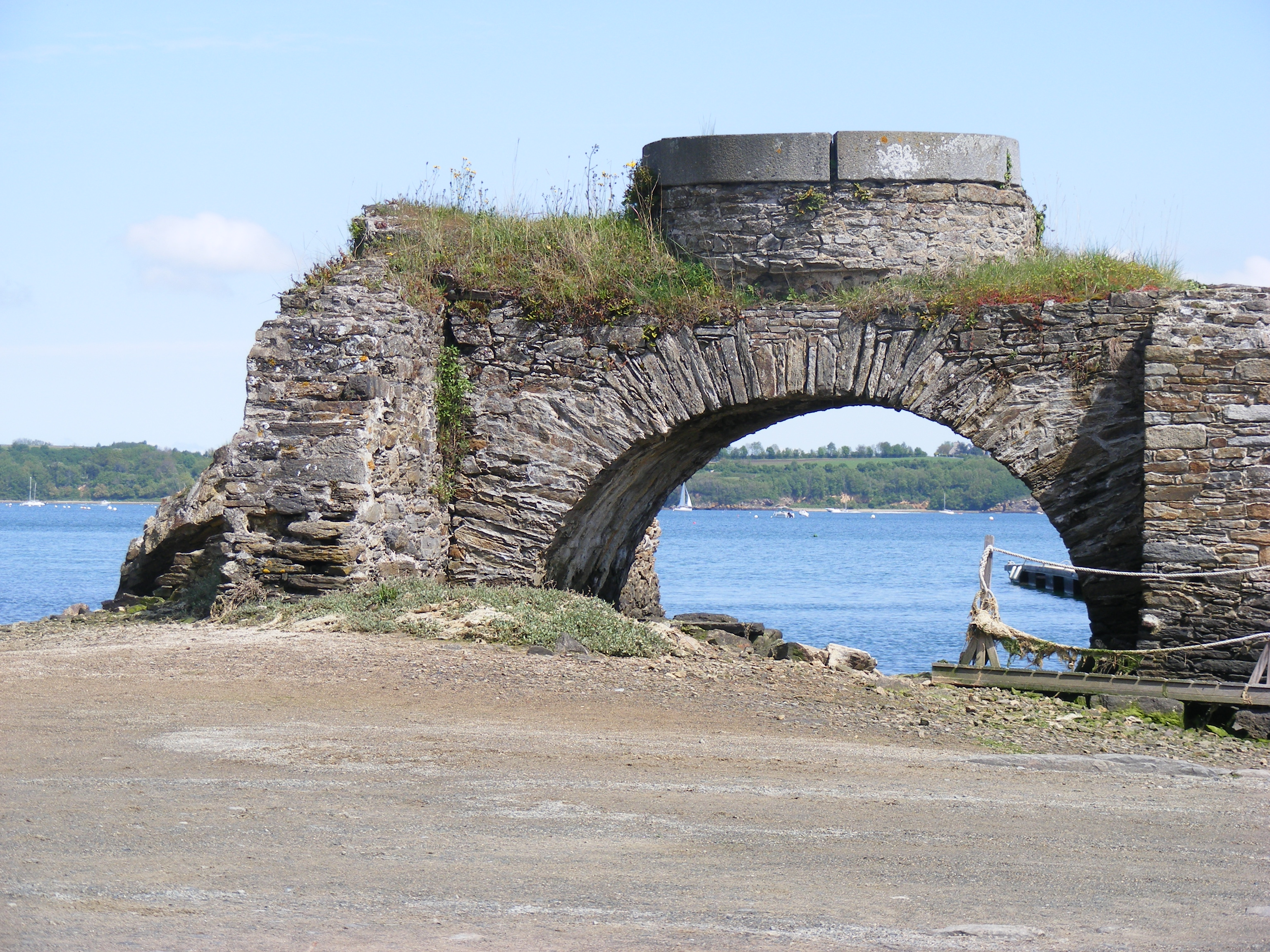
Gezeitenmühle
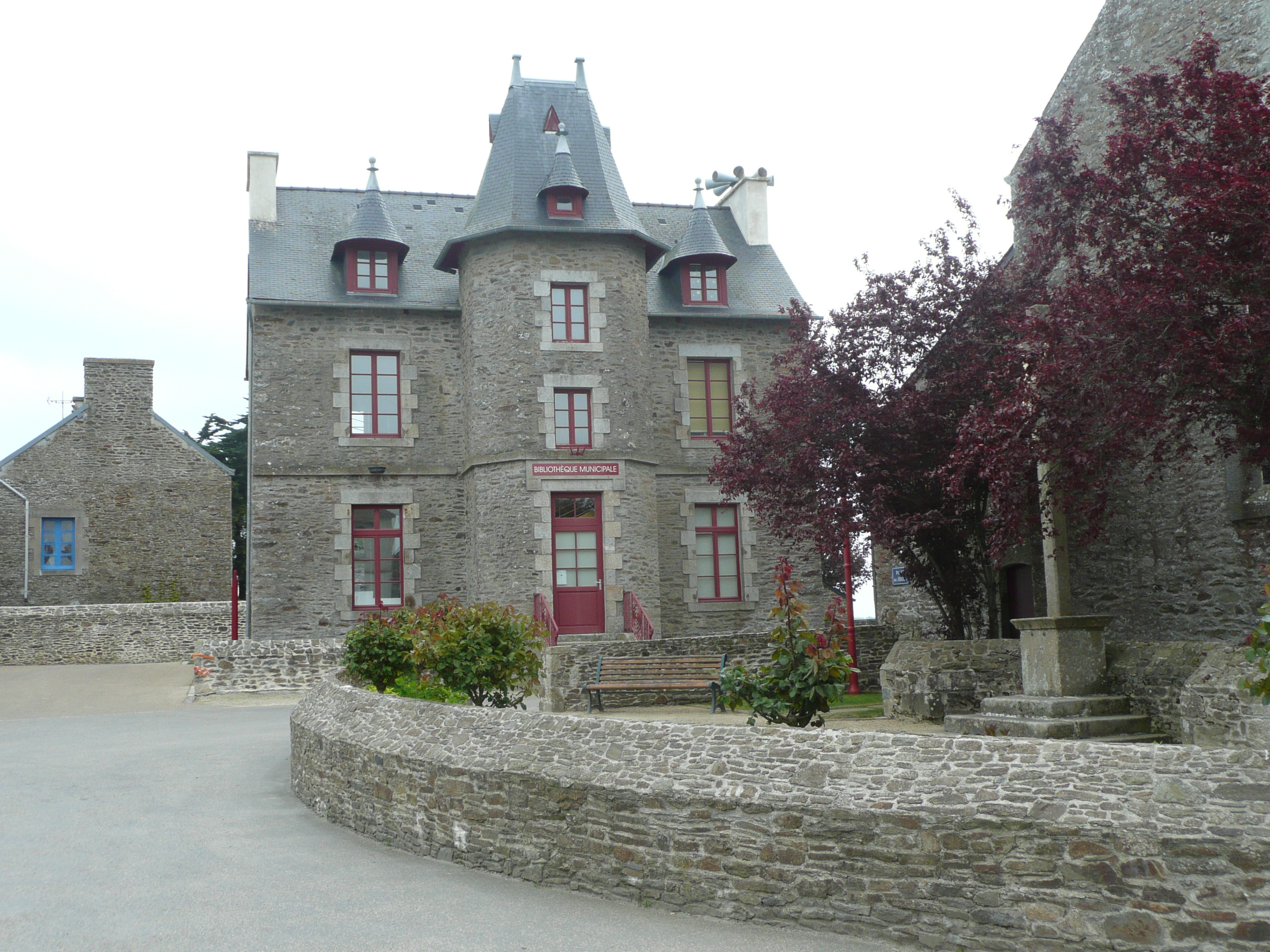
Bibliothek